# Tribu Quirina

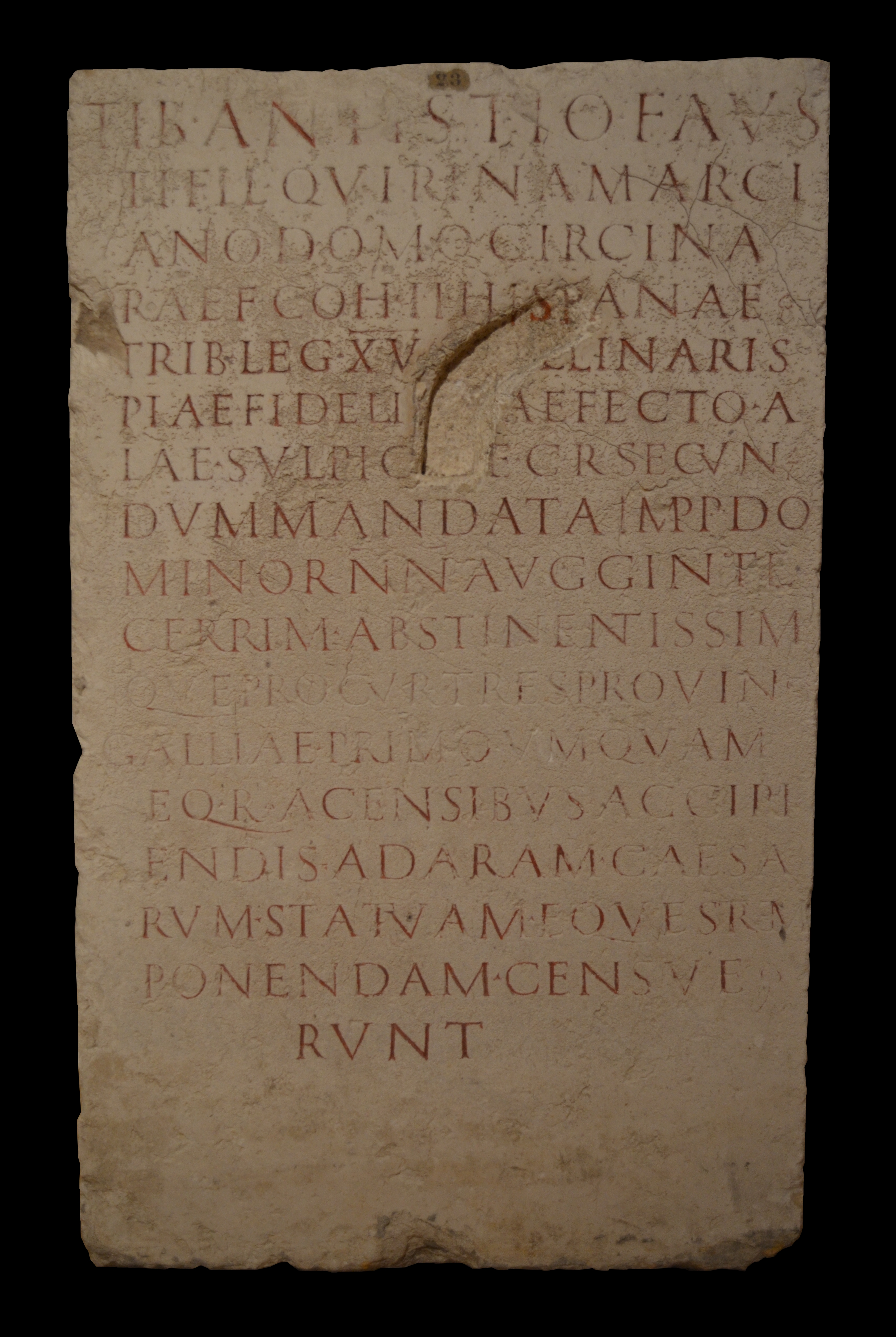
Inscription sur une base de statue de Tiberius Antistius Marcianus, de la tribu Quirina, procurateur de la Gaule lyonnaise. Vers 200. Lyon, Musée gallo-romain de Fourvière.

La tribu Quirina est l'une des trente-et-une tribus rustiques de la Rome antique.
En Gaule Lyonnaise, les mentions de la tribu Quirina sont surtout connues par des épitaphes de militaires expatriés, elle était vraisemblablement la tribu à laquelle les nouveaux citoyens étaient inscrits, chez les Pétrucores, les Arvernes ou les Bituriges Cubes. Il en fut probablement de même en Belgique et en Germanie supérieure, chez les Rauraques et les Helvètes.